# ブリスベンの橋

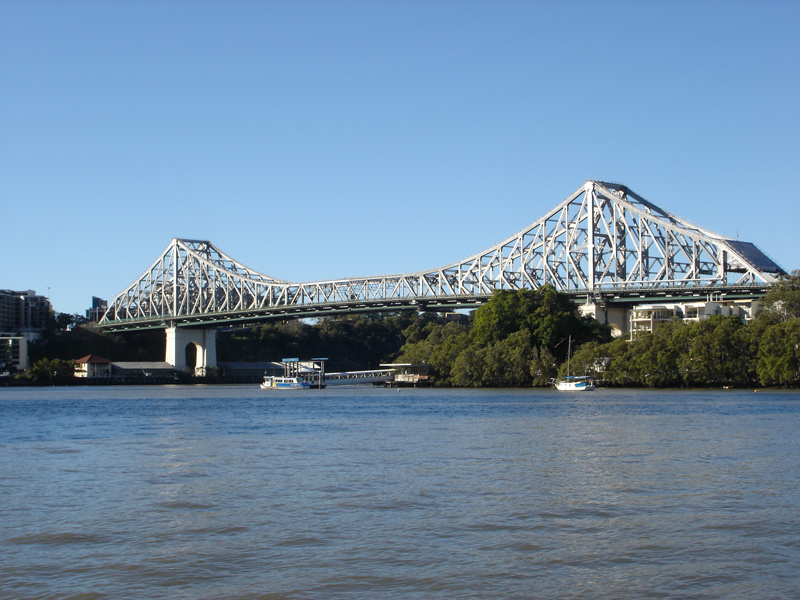
ストーリ・ブリッジ

オーストラリア連邦クイーンズランド州ブリスベンを流れるブリスベン川は下流のゲートウェイ・ブリッジから上流のセンテナリ・ブリッジまで15の橋が横断している。川は人口200万人の都市部を曲がりくねって流れる。 
2010年3月にブリスベン川を渡るクレム・ジョーンズ・トンネルが完成した。

## ブリスベンの橋の一覧
| #  | 名前                                   | 用途                 | 説明 |
| -- | -------------------------------------- | -------------------- | --- |
| 1  | サー・レオ・ヒールシャー・ブリッジ     | 車両                 | 1986年1月開通。 コンクリートボックス桁設計。全長1627m、径間260 m。有料道路。ゲートウェイ・ブリッジとして知られていたが、2010年5月にゲートウェイ・ブリッジの複製の橋が完成した際に現在の名称に改名された。                      |
| 2  | ストーリー・ブリッジ                   | 車両と歩行者         | 1940年7月開通。 鉄骨トラス設計。全長777 m、径間282 m。ブリッジ・クライミングのアトラクションがある。 |
| 3  | キャプテン・クック・ブリッジ           | 車両                 | 1972年開通。 コンクリートボックス桁設計。全長555m、径間183 m。 |
| 4  | グッドウィル・ブリッジ                 | 自転車と歩行者       | 2001年10月21日開通。 全長450 m、径間102 m。 |
| 5  | ビクトリア・ブリッジ                   | 車両と歩行者         | 1969年7月開通。 全長313m。同所にあった橋を廃止し、再建築、改名。橋の半分はバス専用道路。 |
| 6  | クリルパ・ブリッジ                     | 自転車と歩行者       | 2009年10月4日開通。テンセグリティ式斜張橋。全長425m。名称はアボリジニの言葉よりとられ、「オオミズネズミのいる場所」の意。 |
| 7  | ウィリアム・ジョリィ・ブリッジ         | 車両と歩行者         | 1932年3月開通。 コンクリート・アーチ設計。 全長498 m、径間73 m。グレイ・ストリート橋とも知られる。 |
| 8  | メリベール・ブリッジ                   | 鉄道                 | 1978年11月開通。 タイドアーチ式、径間132 m。 |
| 9  | ゴー・ビトウイーン・ブリッジ           | 車両と歩行者         | 2010年7月5日開通。車両は有料。2009年9月までヘール・ストリート橋と知られていた。ゴー・ビットウィーンの名称は、ブリスベン発祥の同名のインディーズ・ロックバンドよりとられ、一般投票によって決まった。                            |
| 10 | エレナー・ショネル・ブリッジ           | バス、自転車と歩行者 | 2006年12月開通。 斜張設計。 全長390 m (1,280 ft)。 建設中はグリーン橋とよばれており、現在もその名で呼ばれることもある。オーストラリアで最初のバス、歩行者および自転車の専用の橋でダットン公園（英語）と セント・ルシアを結ぶ。 |
| 11 | ジャック・ペッシュ・ブリッジ           | 歩行者               | 1998年10月開通。 鋼線斜張設計。 |
| 12 | アルバート・ブリッジ                   | 鉄道                 | 1895年開通。 鉄骨トラス設計。 |
| 13 | インドロピリー・レイルウェイ・ブリッジ | 鉄道                 | 1957年開通。 鉄骨トラス設計。 径間208.5m。 |
| 14 | ウォルター・テイラー・ブリッジ         | 車両と歩行者         | 1936年2月開通。 サスペンション設計。 |
| 15 | センテナリ・ブリッジ                   | 車両と歩行者         | コンクリート桁 |

## 地図

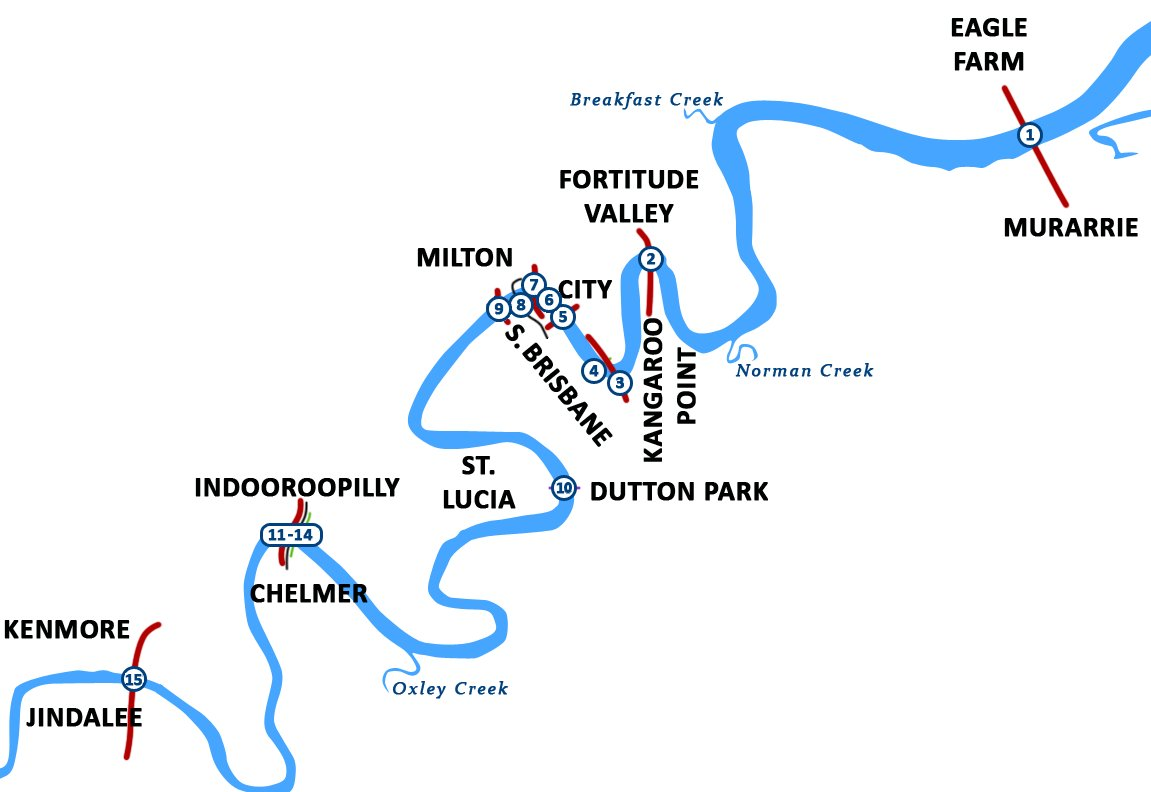
ブリスベン川に架かる橋の地図
凡例
ブリスベン川
道路橋
鉄道橋
歩行者のみ通行可能な橋
バス・歩行者のみ通行可能な橋

ブリスベンCBDと対岸を結ぶ橋は、歩行者および自転車専用のグッドウィル・ブリッジ（4）、クリルパ・ブリッジ（6）、自動車専用のキャプテン・クック・ブリッジ（3）、自動車および歩行者が通行できるビクトリア・ブリッジである。

## クレム・ジョーンズ・トンネル
ブリスベン市内の混雑緩和のために、2006年9月から工事が開始され、2010年2月28日に一般公開、2010年3月15日より開通したトンネルである。ブリスベン南東の郊外ウールーンガバのサウス・イースト・フリーウェイ（パシフィック・モータウェイ）に南側の入り口があり、CBD東側対岸のカンガルー・ポイント（ここにも入り口がある）、ストーリー・ブリッジ付近を通過、ブリスベン北側のボーエン・ヒルへと抜ける。